# Bathley
 (janvier 2024).
Bathley est un village du Nottinghamshire, en Angleterre.